# 池井戸潤
池井戸 潤（いけいど じゅん、1963年6月16日 - ）は、日本の小説家。岐阜県出身。
『果つる底なき』（1998年）以降、元銀行員の経験を生かして、金融界など企業小説に手腕を発揮。働く人々の姿を真摯に描く。2011年、『下町ロケット』で第145回直木三十五賞受賞。

## 来歴

### デビュー前
子どもの頃から、図書館にある国内外のミステリを読み漁る日々を送り、特に江戸川乱歩賞受賞作は必ず買って読むほどで、いつか自分で書きたいと作家を志すきっかけになった。
岐阜県立加茂高等学校、慶應義塾大学文学部および法学部卒業後、1988年に三菱銀行（当時）に入行。同期入行に後の頭取となった半沢淳一がいる。
1995年、32歳の時に同行を退職し、コンサルタント業のかたわら、ビジネス書の執筆や税理士・会計士向けのソフトの監修をしていた。ビジネス書の執筆業は順調だったが、テーマが限られていることから将来に不安を感じ始め、夢だった江戸川乱歩賞を目指し始める。

### デビュー後
最終選考での1度の落選を経て、1998年、『果つる底なき』で第44回江戸川乱歩賞を受賞、作家デビュー。
2010年、『鉄の骨』で第31回吉川英治文学新人賞を受賞。
2011年、『下町ロケット』で第145回直木賞受賞。
元銀行員の経験を生かしたミステリー（『果つる底なき』）、銀行を舞台にした半沢直樹シリーズ（『オレたちバブル入行組』ほか）や花咲舞シリーズ（『不祥事』など）、中小企業を舞台にした『下町ロケット』、弱小企業野球部の救済を描く『ルーズヴェルト・ゲーム』、企業の不正を描いた『空飛ぶタイヤ』『七つの会議』、政治と若者の就職難をテーマにした『民王』など、幅広いジャンルのエンタメ作品に挑戦している。

## 人物
デビュー後、金融界や経済界を舞台にした小説を多く書くが、乱歩賞の選評で「銀行ミステリの誕生」と評されたことで、以後の作品にも「銀行ミステリ」とレッテルが貼られ、「元銀行マンが明かす銀行の内幕」という読まれ方をされることが多かった。書店ではノンフィクションやビジネス関連書のコーナーに置かれることも度々あり、小説でも「企業小説」の棚に入れられることが多かった。
しかし、エンターテインメイント好きなミステリ読者に読んでもらいたいとの気持ちが強くなり、会社や銀行という組織でなく、そこで働く「生きている人」を書くことを目標に立て、エンタメ作家として痛快で単純に読者に楽しんでもらえるような作品として『シャイロックの子供たち』を書き上げる。それまでは、登場人物を自分のプロット通りに動かしていくという書き方をしていたが、同作では読者が感情移入できるリアルな登場人物を描くために、「彼ら（登場人物）の人生の記録係」「登場人物へのリスペクト」という意識を持ちながら創作に当たるようになった。
『シャイロックの子供たち』以降は、書くものの幅を広げるため、銀行員以外の世界に踏み出そうと考え、「人間を描くんだ」と強く意識して書いた『空飛ぶタイヤ』で初めて直木三十五賞の候補となるも、「文学性に乏しい」という理由で落選となった。
影響を受けた作品として、『エンプティ・チェアー』（ジェフリー・ディーヴァー）、『ジャッカルの日』（フレデリック・フォーサイス）、『ライ麦畑でつかまえて』（J・D・サリンジャー）を挙げている。

## 受賞歴・候補歴
- 1998年 - 『果つる底なき』で第44回江戸川乱歩賞受賞[9]
- 2000年 - 『M1』で吉川英治文学新人賞候補
- 2006年 - 『空飛ぶタイヤ』で第136回直木三十五賞候補、第28回吉川英治文学新人賞候補
- 2008年 - 『オレたち花のバブル組』で第22回山本周五郎賞候補[10]
- 2010年 - 『鉄の骨』で第142回直木三十五賞候補、第31回吉川英治文学新人賞受賞[9]
- 2011年 - 『下町ロケット』で第145回直木三十五賞受賞[9]、第24回山本周五郎賞候補[11]
- 2020年 - 第2回野間出版文化賞受賞
- 2023年 - 『ハヤブサ消防団』で第36回柴田錬三郎賞受賞[12]
- 2024年 - 『シャイロックの子供たち』（映画）の脚本で第47回日本アカデミー賞優秀脚本賞受賞[13][注 1]

## 作品

### 小説

#### 半沢直樹シリーズ
- オレたちバブル入行組（2004年12月 文藝春秋 / 2007年12月 文春文庫 ）
  - 【改題】半沢直樹 1 オレたちバブル入行組（2019年11月 講談社文庫）
- オレたち花のバブル組（2008年6月 文藝春秋 / 2010年12月 文春文庫）
  - 【改題】半沢直樹 2 オレたち花のバブル組（2019年11月 講談社文庫）
- ロスジェネの逆襲（2012年6月 ダイヤモンド社 / 2015年9月 文春文庫）
  - 【改題】半沢直樹 3 ロスジェネの逆襲（2019年12月 講談社文庫）
- 銀翼のイカロス（2014年8月 ダイヤモンド社 / 2017年9月 文春文庫）
  - 【改題】半沢直樹 4 銀翼のイカロス （2019年12月 講談社文庫）
- 半沢直樹 アルルカンと道化師（2020年9月 講談社 / 2023年9月 講談社文庫）[14]

#### 花咲舞シリーズ
- 不祥事（2004年8月 実業之日本社 / 2007年8月 講談社文庫 / 2011年11月 講談社文庫【新装版】 / 2014年4月 実業之日本社ジェイノベル・コレクション / 2016年2月 実業之日本社文庫 ）
- 花咲舞が黙ってない（2017年9月 中公文庫 / 2020年12月 講談社文庫【新装版】） - 新装版に「犬にきいてみろ」（2016年7月 Kindle Single）を収録

#### 下町ロケットシリーズ
- 下町ロケット（2010年11月 小学館 / 2013年12月 小学館文庫）
- 下町ロケット2 ガウディ計画（2015年11月 小学館）
  - 【改題】下町ロケット ガウディ計画（2018年7月 小学館文庫）
- 下町ロケット ゴースト（2018年7月 小学館 / 2021年9月 小学館文庫）
- 下町ロケット ヤタガラス（2018年9月 小学館 / 2021年9月 小学館文庫）

#### 民王シリーズ
- 民王（2010年4月 ポプラ社 / 2013年6月 文春文庫 / 2019年10月 角川文庫）
- 民王 シベリアの陰謀（2021年9月 KADOKAWA / 2024年5月 角川文庫）

#### 単発作品
- 果つる底なき（1998年9月 講談社 / 2001年6月 講談社文庫）
- M1（2000年3月 講談社）
  - 【改題】架空通貨（2003年3月 講談社文庫）
- 銀行狐（2001年9月 講談社 / 2004年8月 講談社文庫 / 2020年2月 講談社文庫【新装版】）
- 銀行総務特命（2002年8月 講談社 / 2005年8月 講談社文庫 / 2011年11月 講談社文庫【新装版】）
- MIST（2002年11月 双葉社 / 2005年7月 双葉文庫）
- 仇敵（2003年1月 実業之日本社 / 2006年1月 講談社文庫 / 2016年4月 実業之日本社文庫）
- BT'63（2003年6月 朝日新聞出版 / 2006年6月 講談社文庫 / 2023年5月 講談社文庫【新装版】 / 2025年3月 ハーパーコリンズ・ジャパン）
- 最終退行（2004年2月 小学館 / 2007年5月 小学館文庫）
- 株価暴落（2004年3月 文藝春秋 / 2007年3月 文春文庫）
- 金融探偵（2004年6月 徳間書店 / 2007年7月 徳間文庫）
- 銀行仕置人（2005年2月 双葉社 / 2008年1月 双葉文庫）
- シャイロックの子供たち（2006年1月 文藝春秋 / 2008年11月 文春文庫）
- 空飛ぶタイヤ（2006年9月 実業之日本社 / 2008年8月 実業之日本社ジェイノベル・コレクション / 2009年9月 講談社文庫 / 2016年1月 実業之日本社文庫）
- 鉄の骨（2009年10月 講談社 / 2011年11月 講談社文庫）
- かばん屋の相続（2011年4月 文春文庫） - 文庫オリジナル
- ルーズヴェルト・ゲーム（2012年2月 講談社 / 2014年3月 講談社文庫）
- 七つの会議（2012年11月 日本経済新聞出版社 / 2016年2月 集英社文庫）
- ようこそ、わが家へ（2013年7月 小学館文庫） - 文庫オリジナル
- 陸王（2016年7月 集英社 / 2019年6月 集英社文庫）
- アキラとあきら（2017年5月 徳間文庫 / 2020年8月 集英社文庫） - 文庫オリジナル
- ノーサイド・ゲーム（2019年6月 ダイヤモンド社 / 2022年11月 講談社文庫）
- ハヤブサ消防団（2022年9月 集英社 / 2025年5月 集英社文庫）
- 俺たちの箱根駅伝（2024年4月 文藝春秋）

#### 単行本未収録
- なるへそ（『オール讀物』1999年11月号 文藝春秋、2015年4月 Kindle Single）

### 連載
- 日々、前進4打（実業之日本社『Waggle』）ゴルフエッセイ / 隔月連載
- 池井戸潤が撮る日本の工場（『朝日新聞 土曜版『be』2020年11月7日 - ）- ルポルタージュ[15]
- ブティック（ダイヤモンド社、『週刊ダイヤモンド』2024年6月8日・15日合併号 - ）[16]
- ハヤブサ消防団 森へつづく道（集英社、『小説すばる』2025年6月号 - ）[17]

### 脚本
- シャイロックの子供たち - ツバキミチオの変名で映画版の脚本を担当[13]。

### ビジネス書
- 借りたいとき・借りたいだけ銀行融資をうまく引き出す法（1996年 日本実業出版社）
- 銀行取扱説明書：お金を借りる会社の心得（1996年 中経出版）
- お金を借りる会社の心得銀行取扱説明書（1996年 中経出版）
- 一目でわかる企業グループの「連結格付」：日本の大企業グループ50社の「総合力」を徹底比較!（1997年 日本実業出版社）
- 会社の格付：イメージと銀行の見た実力はこんなに違う 有名企業56社の格付を公開（1997年 中経出版）
- 貸し渋りに勝つ銀行借入れはこうする（1998年 日本実業出版社）
- シティバンクの経営戦略：真の国際銀行はビッグバンをどう勝ち抜くか（1998年 近代セールス社）
- これだけ覚える融資の基礎知識：図解（1999年 近代セールス社）
- 銀行がお金を貸す会社貸さない会社（1999年 日本能率協会マネジメントセンター）
- 金融法務がマンガでラクラクわかる本（2000年 近代セールス社）

## メディアミックス作品

### テレビドラマ
フジテレビ系
- 金曜エンタテイメント
  - 果つる底なき（2000年2月11日、主演：渡辺謙）

- 月9
  - ようこそ、わが家へ（2015年4月13日 - 6月15日、主演：相葉雅紀）

WOWOW
- 連続ドラマW
  - 空飛ぶタイヤ（2009年3月29日 - 4月26日、主演：仲村トオル）
  - 下町ロケット（2011年8月21日 - 9月18日、主演：三上博史）
  - 株価暴落（2014年10月19日 - 11月16日、主演：織田裕二）
  - アキラとあきら（2017年7月9日 - 9月3日、主演：向井理・斎藤工）
  - 鉄の骨（2020年4月18日 - 5月16日、主演：神木隆之介）
  - シャイロックの子供たち（2022年10月9日 - 11月6日、主演：井ノ原快彦）

NHK総合
- 土曜ドラマ
  - 鉄の骨（2010年7月3日 - 7月31日、主演：小池徹平）
  - 七つの会議（2013年7月13日 - 8月3日、主演：東山紀之）

TBS系
- 日曜劇場
  - 半沢直樹（2013年版）（2013年7月7日 - 9月22日、主演：堺雅人、原作：『オレたちバブル入行組』『オレたち花のバブル組』）
  - 半沢直樹（2020年版）（2020年7月19日 - 9月27日、主演：堺雅人、原作：『ロスジェネの逆襲』『銀翼のイカロス』）
  - ルーズヴェルト・ゲーム（2014年4月27日 - 6月22日、主演：唐沢寿明）
  - 下町ロケット（2015年版）（2015年10月18日 - 12月20日、主演：阿部寛、原作：『下町ロケット』『下町ロケット2 ガウディ計画』）
  - 下町ロケット（2018年版）（2018年10月14日 - 12月23日、主演：阿部寛、原作：『下町ロケット ゴースト』『下町ロケット ヤタガラス』）
  - 下町ロケット2 新春ドラマ特別編（2019年1月2日）
  - 陸王（2017年10月15日 - 12月24日、主演：役所広司）
  - ノーサイド・ゲーム（2019年7月7日 - 9月15日、主演：大泉洋）

日本テレビ系
- 水曜ドラマ
  - 花咲舞が黙ってない第1シリーズ（2014年4月16日 - 6月18日、主演：杏、原作：『不祥事』『銀行総務特命』）
  - 花咲舞が黙ってない第2シリーズ（2015年7月8日 - 9月16日、主演：杏、原作：『銀行仕置人』『銀行狐』）

- 土ドラ9
  - 花咲舞が黙ってない第3シリーズ（2024年4月13日 - 6月15日、主演：今田美桜、原作：『花咲舞が黙ってない』『不祥事』）

テレビ朝日系
- 土曜ワイド劇場
  - 覗く女 実況中継された連続殺人!（2002年8月24日、主演：羽田美智子・船越英一郎、原作：『銀行狐』より「ローンカウンター」）

- 金曜ナイトドラマ
  - 民王（2015年7月24日 - 9月18日、主演：遠藤憲一・菅田将暉）

- 木曜ドラマ
  - ハヤブサ消防団（2023年7月13日 - 9月14日、主演：中村倫也）

- 火曜9時枠の連続ドラマ
  - 民王R（2024年10月22日 - 12月10日、主演：遠藤憲一）

文化放送系（韓国）
- 태양의 도시（意訳：太陽の都市）（2015年1月30日 - 4月7日、主演：キム・ジュン、原作：鉄の骨）

### ラジオドラマ
- 下町ロケット（2012年）（2012年3月20日、TBSラジオ）
- ようこそ、わが家へ（2014年8月31日 - 10月5日、NHKラジオ第1放送〈新日曜名作座〉）
- かばん屋の相続（2015年12月16日、文化放送〈青山二丁目劇場スペシャル〉）[注 2]
- 下町ロケット（2020年）（2020年10月5日 - 2024年9月23日、 KBCラジオ〈ミヤリサン製薬 ラジオ劇場〉）[注 3]
- アキラとあきら（2024年9月30日 - 、 KBCラジオ〈ミヤリサン製薬 ラジオ劇場〉）

### 映画
- 空飛ぶタイヤ（2018年6月15日公開、監督：本木克英、主演：長瀬智也）
- 七つの会議（2019年2月1日公開、監督：福澤克雄、主演：野村萬斎）[21]
- アキラとあきら（2022年8月26日公開、監督：三木孝浩、W主演：竹内涼真、横浜流星）
- シャイロックの子供たち（2023年2月17日公開、監督：本木克英、主演：阿部サダヲ）

### 漫画
- 花咲舞が黙ってない（講談社、作画：六多いくみ、『Kiss』2014年7月号 - 11号[22]、 - 2015年6月号 - 9月号[23]）
- 空飛ぶタイヤ（講談社、作画：大谷紀子、『BE・LOVE』2017年24号 - 2018年3号[24]・5 - 9号・12号[25]）
- 半沢直樹（講談社、作画：フジモトシゲキ、構成：津覇圭一、『モーニング』2020年9号[26] - 2021年9号[27]）
- アキラとあきら（小学館、作画：登田好美、『ベツフラ』2021年21号[28][29] - 2022年9号[30]）
- シャイロックの子供たち（文藝春秋、作画：よしおかちひろ。『文春オンライン』2022年12月8日 - 2023年2月9日）